# Bougainvillia
A Bougainvillia a hidraállatok (Hydrozoa) osztályának Anthoathecata rendjébe, ezen belül a Bougainvilliidae családjába tartozó nem.

## Rendszerezés
A nembe az alábbi 31 faj tartozik:
- Bougainvillia aberrans Calder, 1993
- Bougainvillia aurantiaca Bouillon, 1980
- Bougainvillia bitentaculata Uchida, 1925
- Bougainvillia britannica (Forbes, 1841)
- Bougainvillia carolinensis (McCady, 1859)
- Bougainvillia chenyapingii Xu, Huang & Guo, 2007
- Bougainvillia crassa Fraser, 1938
- Bougainvillia dimorpha Schuchert, 1996
- Bougainvillia frondosa Mayer, 1900
- Bougainvillia fulva Agassiz & Mayer, 1899
- Bougainvillia inaequalis Fraser, 1944
- Bougainvillia involuta Uchida, 1947
- Bougainvillia lamellata Xu, Huang & Liu, 2007
- Bougainvillia longistyla Xu & Huang, 2004
- Bougainvillia macloviana Lesson, 1830
- Bougainvillia meinertiae Jäderholm, 1923
- Bougainvillia multitentaculata Foerster, 1923
- Bougainvillia muscoides (Sars, 1846)
- Bougainvillia muscus (Allman, 1863)
- Bougainvillia niobe Mayer, 1894
- Bougainvillia pagesi Nogueira et al., 2013
- Bougainvillia papillaris Xu, Huang & Guo, 2014
- Bougainvillia paraplatygaster Xu, Huang & Chen, 1991
- Bougainvillia platygaster (Haeckel, 1879)
- Bougainvillia principis (Steenstrup, 1850)
- Bougainvillia pyramidata (Forbes & Goodsir, 1853)
- Bougainvillia reticulata Xu & Huang, 2006
- Bougainvillia rugosa Clarke, 1882
- Bougainvillia superciliaris (L. Agassiz, 1849)
- Bougainvillia triestina Hartlaub, 1911
- Bougainvillia vervoorti Bouillon, 1995

- Az alábbi 2 tudományos név nomen dubiumként, azaz „kétséges névként” szerepel:
  - Bougainvillia simplex (Forbes & Goodsir, 1853)
  - Bougainvillia trinema (von Lendenfeld, 1884)

- Az alábbi 9-10 faj meglehet, hogy nem ebbe a nembe tartozik:
  - Bougainvillia balei Stechow, 1924 (taxon inquirendum)
  - Bougainvillia bougainvillei (Brandt, 1835) (taxon inquirendum)
  - Bougainvillia glorietta Torrey, 1904 (taxon inquirendum)
  - Bougainvillia longicirra Stechow, 1914 (taxon inquirendum)
  - Bougainvillia mediterranea Busch, 1851 - Cytaeis tetrastyla Eschscholtz, 1829 (taxon inquirendum, talán nem szinonimája a belinkelt taxonnak)
  - Bougainvillia Mertensii L. Agassiz, 1862 (taxon inquirendum, talán szinonima)
  - Bougainvillia multicilia (Haeckel, 1879) (taxon inquirendum)
  - Bougainvillia obscura Bonnevie, 1898 (taxon inquirendum)
  - Bougainvillia prolifera (von Lendenfeld, 1884) (taxon inquirendum)
  - Bougainvillia robusta (Fraser, 1938) (taxon inquirendum)